# P. Knudsen
|  | For folketingsmanden Peder Knudsen som også kaldes P. Knudsen, se Peder Knudsen (gårdejer) |
Peter Christian Knudsen, kendt som P. Knudsen (født 23. november 1848 i Randers, død 26. oktober 1910 i København) var en socialdemokratisk politiker og fagforeningsmand.
Han var formand for Socialdemokratiet 1882-1910. Han var medlem af Folketinget i perioderne 1898-1901 (valgt i Randers Bykreds) og 1902-1909 (valgt i Københavns 10. kreds) og medlem af Københavns Borgerrepræsentation 1897-1902 (viceformand fra 1898). Desuden Landstingsmand for 1. Landstingskreds 1890-98; rådmand i Magistratens 3. Afdeling 1902-09 og borgmester for Magistratens 3. Afdeling fra 1909.
Han var også medlem af Social-Demokratens redaktion og formand i repræsentantskabet for Arbejdernes Livsforsikring.

## Biografi
P. Knudsen bliver udlært handskemager i Randers og søger herefter til København for at søge arbejde. Han påvirkes stærkt af de store sociale skel, han oplever, og undertrykkelsen af de socialistiske ledere som Louis Pio og Harald Brix. Det sker bl.a., da han er indkaldt som soldat på Kastellet under Slaget på Fælleden uden dog at komme i aktiv konfrontation med de demonstrerende arbejdere. Derfor melder han sig i 1872 ind i den danske afdeling af Den Internationale Arbejderforening, som Pio har oprettet året forinden.
I 1875 går han aktivt ind i det faglige arbejde blandt københavnske handskemagere og bliver derfor stort set udelukket fra at få arbejde noget sted i byen. I stedet laver han fagligt arbejde og skriver artikler, bl.a. til Social-Demokraten, hvor redaktør Emil Wiinblad har blik for Knudsens politiske og retoriske talent. Han bevarer hele sit liv et stærkt engagement i det faglige arbejde, og han er derfor også stærkt skeptisk overfor beslutningen om at adskille Socialdemokratiet og fagbevægelsen i 1878. Bl.a. for at sikre tætte bånd mellem de to parter fungerede P. Knudsen som næstformand i De Samvirkende Fagforbund 1898-1909 sideløbende med formandsposten i partiet.
I december 1882 blev han valgt som formand for Socialdemokratiet, og han cementerer partiet som en blivende politisk kraft. Da Knudsen bliver formand, er partiet helt i knæ og tæller kun få tusinde medlemmer. I årene efter Slaget på Fælleden i 1871 og Pio og Geleffs emigrering til USA er det lykkedes regeringen at holde Socialdemokraterne og den spirende fagbevægelse nede. Kendte socialister nægtes arbejde eller sendes i fængsel på tvivlsomme anklager. Da P. Knudsen trådte tilbage fra formandsposten i januar 1910, talte partiet op mod 50.000 medlemmer.
P. Knudsen har også en stor del af æren for, at det danske socialdemokrati meget tidligt udvikler sig i en relativt midtsøgende, reformistisk retning. Han udrenser uden nåde de dele af partiet, der taler om væbnet revolution og satser i stedet på samarbejde med Venstre om at fjerne Estrups regering. Efter Systemskiftet i 1901 og Venstres splittelse i 1905 søger han samarbejde med Det Radikale Venstre om at udgøre en klar opposition til de nye Venstre-regeringer.
Denne pragmatiske linje blev fulgt op af P. Knudsens protegé og efterfølger på formandsposten Thorvald Stauning.
P. Knudsen er begravet på Assistens Kirkegård i København, afd. B-734.
P. Knudsens Gade i Kongens Enghave i København er opkaldt efter ham.
P. Knudsens Vej i Randers er ligeledes opkaldt efter ham.
På Københavns rådhus, i kontoret hvor P. Knudsen sad som rådmand for magistratens 3. afdeling har arkitekt Martin Nyrop skabt en stor dekoration på væggen i gips af to handsker. (se evt. Borgmester Jacob Marstrand)